# Tanna (pel·lícula)
Tanna és una pel·lícula australiana-vanatuana del 2015 ambientada a l'illa de Tanna al Pacífic Sud, que explica la història real d'una parella que va decidir casar-se per amor, més que perquè ho volguessin els seus pares. En certes maneres semblant a Romeu i Julieta, la pel·lícula està basada en una disputa de matrimoni real. S'ha doblat i subtitulat al català.
La pel·lícula va guanyar el premi Audience Award Pietro Barzisa al 72è Festival de Cinema Internacional de Venècia. Va ser seleccionada com a candidata australiana per l'Oscar a la millor pel·lícula de parla no anglesa a la 89ena edició, i va ser nominada al premi el gener de 2017.

## Producció
La pel·lícula es va gravar completament a Tanna. El co-director Bentley Dean va viure amb la seva família durant set mesos a l'illa. La major part del repartiment feia a la pel·lícula el què feia a l'illa, i es va donar el paper a Dain perquè es va considerar l'home més atractiu del poblat. La pel·lícula es va gravar en nauvhal i nafe. Als membres del repartiment els va ser fàcil gravar la pel·lícula, ja que en els seus papers feien "el que fem en la nostra vida quotidiana." Es va ensenyar als actors com a exemple una còpia de Ten Canoes.
Aquesta és la tercera col·laboració de Martin Butler i Dean, després dels documentals Contact i First Footprints. Dean va anar a Vanuatu el 2003 per investigar una història sobre el moviment John frum per Dateline i va voler tornar allà per crear quelcom més gran. Dean volia explicar una història local i va donar als seus fills l'oportunitat de viure al poble, i va desenvolupar la història amb el poble Yakel.

## Projecció
Després del Cicló Pam, es va fer una projecció especial de la pel·lícula per la tribu. La pel·lícula ha estat projectada al 72è Festival de Cinema Internacional de Venècia, on va guanyar el premi Audience Award Pietro Barzisa, i Bentley Dean va rebre el premi a Millor Cinematògraf, al Festival de Cinema de Londres, i al Festival de Cinema d'Adelaide de 2015.

## Rebuda
Tanna ha estat rebuda positivament. Té una puntuació de 74% en Metacritic.

### Premis
| Premi                                     | Categoria                             | Destinatari(s)                                | Resultat  | Ref(s) |
| ----------------------------------------- | ------------------------------------- | --------------------------------------------- | --------- | ------ |
| Premis AACTA                              | Millor Pel·lícula                     | Martin Butler, Bentley Dean i Carolyn Johnson | Nominat   |        |
| Premis AACTA                              | Millor Direcció                       | Martin Butler i Bentley Dean                  | Nominat   |        |
| Premis AACTA                              | Millor Cinematografia                 | Bentley Dean                                  | Nominat   |        |
| Premis AACTA                              | Millor Banda Sonora                   | Antony Partos                                 | Guanyador |        |
| Premis AACTA                              | Millor So                             | James Ashton, Emma Bortignon i Martin Butler  | Nominat   |        |
| Academy Awards                            | Millor pel·lícula de parla no anglesa | Martin Butler i Bentley Dean                  | Pendent   |        |
| African-American Film Critics Association | Pel·lícula Estrangera millor          | Martin Butler i Bentley Dean                  | Guanyador |        |
| Premis FCCA                               | Millor Pel·lícula                     | Martin Butler, Bentley Dean i Carolyn Johnson | Nominat   |        |
| Premis FCCA                               | Millor Música                         | Antony Partos                                 | Guanyador |        |
| Premis FCCA                               | Millor Cinematografia                 | Bentley Dean                                  | Nominat   |        |
| Premis FCCA                               | Millor Edició                         | Tania Nehme                                   | Nominat   |        |